# Аделхайд фон Валдек
Вижте пояснителната страница за други личности с името Аделхайд.
Аделхайд фон Валдек (на немски: Adelheid von Waldeck; * ок. 1264; † 1339/1342) от Дом Валдек е дъщеря на граф Хайнрих III фон Валдек († 1267) и съпругата му Мехтхилд фон Куик-Арнсберг († 1298), дъщеря на граф Готфрид III от графство Арнсберг († 1284/1287 и Аделхайд фон Близкастел († пр. 1272).
Сестра е на Адолф II († 1302), граф на Валдек, от 1301 г. епископ на Лиеж, Готфрид († 1324), от 1304 г. епископ на Минден, граф Ото I († 1305, убит в плен), и на Хайнрих, каноник в Падерборн и Фрицлар († сл. 1266/1279).

## Фамилия
Аделхайд се омъжва на 24 ноември 1276 г. за Симон I фон Липе († 10 август 1344), владетел на Господството Липе и на Господство Реда, син на Бернхард IV († 1275) и графиня Агнес фон Клеве († 1285). Те имат децата:
- Бернхард (1277 – 1341), княжески епископ на Падерборн 1321 – 1341
- Херман († ок. 1324), клерик
- Хендрик († ок. 1336), клерик
- Дидрих († сл. 8 септември 1326), рицар на Немския орден
- Симон († ок. 1332)
- Бернхард V (1290 – 1365), упр. Реда 1344 – 1365,∞ Рихарда фон Марк
- Ото (ок. 1300–ок. 1360), 1344 – 1360 господар на Липе в Лемго, ∞ Ирмгард фон Марк
- Адолф († сл. 1308)
- Мехтхилд († сл. 9 април 1366), ∞ ок. август 1310 граф Йохан II фон Бентхайм († 1332)
- Аделхайд (1298 – 1324), ∞ граф Херман II фон Еверщайн-Поле († ок. 1351)
- Хайлвиг († сл. 5 март 1369), омъжена 1322 г. за граф Адолф VII фон Шаумбург († 1352)
- Лиза († сл. 1 март 1322), омъжена за Ведекинд фом Берге, еделфогт на Минден († 1351)
- Агнес († сл. 1295)